# Holdo Edling
Holdo Mauritz Edling, född den 27 oktober 1873 i Hässlunda församling, Malmöhus län, död den 2 oktober 1945 i Kristianstad, var en svensk jurist. Han var far till Sven Edling. 
Edling avlade juris utriusque kandidatexamen vid Uppsala universitet 1899. Han blev fiskal i Svea hovrätt 1910 och hovrättsråd där 1912. Edling var ledamot av Lagberedningen 1913–1915 och häradshövding i Gärds och Albo domsaga 1919–1943. Han publicerade Lagarna om barn utom äktenskapet, adoption med mera (1918). Edling blev riddare av Nordstjärneorden 1918 och kommendör av andra klassen av samma orden 1930. Han vilar på Östra begravningsplatsen i Kristianstad.